# ウェブユーザインタフェース
ウェブユーザインタフェース（Web User Interface、WUI、Webユーザインタフェース）とは、ウェブブラウザで表示したウェブサイト、ウェブアプリケーションのユーザインタフェースのことである。
現在では、ウェブブラウザやオペレーティングシステムに依存しないウェブアプリケーションも普及している。

## オブジェクト (Object)

### レイアウト (Layout)

#### 技術による分類
- CSSレイアウト (CSS Layout)
- テーブルレイアウト (Table Layout)
- フラッシュレイアウト (Flash Layout)

#### 性質による分類
- エラスティックレイアウト (Elastic Layout)
- フィックスドレイアウト (Fixed Layout)
- フルードレイアウト (Fluid Layout)
- リキッドレイアウト (Liquid Layout)

#### 構成による分類
- 1カラムレイアウト (One Column Layout)
- 2カラム左サイドバーレイアウト (Two Column & Left Sidebar Layout)
- 2カラム右サイドバーレイアウト (Two Column & Right Sidebar Layout)
- 3カラムレイアウト (Three Column Layout)
- 印刷用レイアウト (Printed Layout)
- グリッドレイアウト (Grid Layout)